# Tlatoani

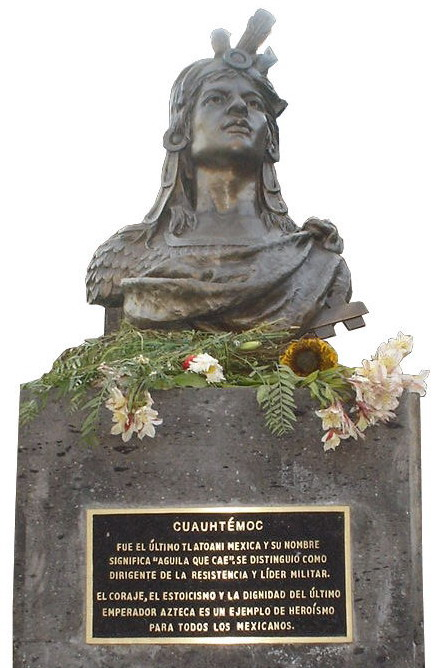
Cuauhtémoc - ostatni tlatoani Tenochtitlánu

Tlatoani [tɬaʔtoˈwaːni] (w nah. ten który mówi; l.m. tlatoque [tɬaʔˈtoʔkeʔ]) – tytuł przysługujący najwyższym władcom ludów Nahua. Kobiety nosiły tytuł cihuatlatoani ([siwaːtɬaʔtoˈ(w)aːni]). W przypadku gdy władca władał wieloma miastami-państwami (tak jak w przypadku Mexików), nazywany był huey tlahtoani. Tlatoque byli wybierani przez możnych i sprawowali swą funkcję dożywotnio. Termin tlatoani nie występował jedynie u Azteków, lecz był powszechnie stosowany przez wiele ludów Nahua. Władca uznawany był za świętego; aby jego stopy nie dotykały zwykłej ziemi – wszędzie był noszony. Poddanym wolno było patrzeć na niego jedynie w święta i uroczystości.

## Etymologia
Wyraz tlatoani tłumaczy się jako ten, który mówi lub po prostu jako mówca. Pochodzi on od wyrażenia „powiedzieć coś”, „mówić” (nah. tla – coś + (i)toa – powiedzieć), w rozumieniu, że ten, kto rozkazuje, nakazuje, ten ma władzę.
Termin tlahtohcayotl (niekiedy uważany za synonim wyrazu „królestwo”) oznacza terytorium będące pod panowaniem tlatoaniego.